# Музеї Богородчанського району
| Назва                                    | Місцезнаходження                                      | Короткий опис | Зображення |
| ---------------------------------------- | ----------------------------------------------------- | --- | ---------- |
| Історико-краєзнавчий музей імені Феданка | Богородчанський район, Солотвин, вул. Грушевського, 4 | Заснований в 1958 році вчителем-краєзнавцем О. А. Феданком, який зібрав сотні цікавих експонатів з археології краю, нумізматики, етнографії, побуту та ремесел. Це один із найкращих народних музеїв області, влаштований у двоповерховій будівлі в центрі Солотвина |            |
| Манявський музей природи                 | Богородчанський район, Манява                         | Відкритий в 1970 році |            |
| Дзвиняцький музей історії лісокомбінату  | Богородчанський район, Дзвиняч                        | Відкритий в 1984 році |            |
| Музей етнографії і побуту села Саджави   | Богородчанський район, Саджава, вул. Шкільна,         | Відкритий в 1989 році. Експозиція музею розміщена у 9-ти кімнатах і нараховує три тисячі унікальних експонатів, зібраних у селі Саджава |            |